# Niamh Farrelly
Niamh Farrelly, née le 15 avril 1999 à Dublin, est une footballeuse internationale irlandaise évoluant au poste d'Milieu de terrain au Galway United. Elle compte quatre sélections en équipe nationale.

## Biographie
Farrelly est originaire de Lucan, une banlieue est de Dublin. Elle y joue au football de rue avec son frère. Supportrice de l'Arsenal FC, elle passe une saison avec l'Esker Celtic dans la Dublin and District Schoolboys' /girls' League avant de rejoindre Peamount United. Comme beaucoup d'enfants irlandais, elle joue également au football gaélique pour les jeunes du Lucan Sarsfields GAA, avant de décider de se concentrer sur le football.

### En club
En septembre 2015, Farrelly fait ses débuts dans l'équipe première de Peamount United lors d'une victoire 4-2 sur le Castlebar Celtic dans le cadre de la coupe de la Ligue. Elle connait une bonne forme dans la Women's National League 2018, étant nommée joueuse de la WNL du mois de septembre 2018 et nommée dans l'équipe de la saison. Elle fait partie de l'équipe lorsque « The Peas » remporte le titre de championnes d'Irlande en 2019.
Après avoir aidé Peamount United à réaliser le « doublé » Ligue-Coupe lors de sa campagne 2020, Farrelly signe un contrat professionnel de trois ans avec le club écossais de Premier League féminine Glasgow City en décembre 2020. Elle avait participé au match de Ligue des champions féminine de l'UEFA des deux équipes le mois précédent. Le transfert n'est officiel qu'à l'ouverture de la fenêtre de transfert le 2 janvier 2021, et Farrelly se voit attribuer le numéro 17 du maillot de City.
Pour ses débuts professionnels, Farrelly marque un but et est nommée joueuse du match lors d'une victoire 3-0 contre le Celtic en avril 2021. Elle marque également lors de ses deux matches suivants avec le club, contribuant à l'obtention du titre de la Scottish Women's Premier League 2020-21. En février 2022, Farrelly est fortement critiquée pour une faute dangereuse sur Chloe Craig du Celtic, action sur laquelle elle se blesse aussi. 
Glasgow City annonce que Farrelly fait partie des sept joueuses à quitter le champion d'Écosse déchu en juin 2022.
En juillet 2022, Farrelly annonce sa signature avec la nouvelle formation du Parme Calcio 2022, de la Serie A italienne. Bien que Farrelly ait été heureuse pendant ses 18 mois à Glasgow, elle accepte le déménagement en Italie pour se tester dans une culture différente.
Après une saison à Parme, Niamh Farrelly revient dans les îles britanniques pour signer cette fois en Angleterre aux London City Lionesses. Elle s'engage pour un contrat d'une saison.
En janvier 2025, Niamh Farrelly fait son retour en Irlande. C'est le Galway United qui l'accueille pour remplacer Julie-Ann Russell qui vient d'annoncer sa retraite sportive.

## Palmarès
- Championnat d'Irlande
  - Vainqueur en 2019 et 2020
- Coupe d'Irlande
  - Vainqueur en 2020
- Championnat d'Écosse
  - Vainqueur en 2020-2021